# UFC 44
UFC 44: Undisputed fue un evento de artes marciales mixtas celebrado por Ultimate Fighting Championship el 26 de septiembre de 2003 en el Mandalay Bay Events Center, en Las Vegas, Nevada, Estados Unidos.

## Resultados

### Tarjeta preliminar
- Peso ligero: Hermes Franca vs. Caol Uno

Franca derrotó a Uno vía KO (golpe) en el 2:41 de la 2ª ronda.
- Peso wélter: Nick Diaz vs. Jeremy Jackson

Diaz derrotó a Jackson vía sumisión (armbar) en el 2:02 de la 3ª ronda.
- Peso ligero: Josh Thomson vs. Gerald Strebendt

Thomson derrotó a Strebendt vía KO (golpes) en el 2:45 de la 1ª ronda.
- Peso wélter: Karo Parisyan vs. Dave Strasser

Parisyan derrotó a Strasser vía sumisión (kimura) en el 3:50 de la 1ª ronda.

### Tarjeta principal
- Peso semipesado: Rich Franklin vs. Edwin DeWees

Franklin derrotó a DeWees vía TKO (golpes) en el 3:35 de la 1ª ronda.
- Peso medio: Jorge Rivera vs. David Loiseau

Rivera derrotó a Loiseau vía decisión unánime (29–28, 29–27, 29–28).
- Peso pesado: Andrei Arlovski vs. Vladimir Matyushenko

Arlovski derrotó a Matyushenko vía KO (golpe) en el 1:59 de la 1ª ronda.
- Campeonato de Peso Pesado: Tim Sylvia (c) vs. Gan McGee

Sylvia derrotó a Gan McGee vía KO (golpes) en el 1:52 de la 1ª ronda para retener el Campeonato de Peso Pesado de UFC.
- Campeonato de Peso Semipesado: Tito Ortiz (c) vs. Randy Couture (ci)

Couture derrotó a Ortiz vía decisión unánime (50–44, 50–44, 50–45) para convertirse en el nuevo Campeón Indiscutible de Peso Semipesado de UFC.